# Kalari payattu
Kalari payattu (Malaiala: കളരിപ്പയറ്റ്, pronunciado: kaɭəɾipːajətːɨ̆|) é uma arte marcial indiana do estado de Kerala, localizado no sul da Índia. É um dos sistemas de combate mais antigos que existe, considerado como precursor de todas as artes marciais desenvolvidas na região.
É praticada em Kerala e em partes contíguas de Tamil Nadu e Karnataka, bem como nordeste do Sri Lanka e entre a comunidade Malaialese da Malásia. Era praticado principalmente pelas castas marciais de Kerala, como os Nairs, e algumas outras castas como os Ezhavas, além dos muçulmanos.
O kalari payattu inclui pancadas, pontapés, agarramentos, formas predefinidas, técnicas com armamentos e métodos de cura. Variantes regionais são classificadas de acordo com a posição geográfica em Kerala. Estes são:
- O estilo do norte de Malaialese;
- O estilo do sul do Tamil;
- O estilo central do interior de Kerala.

O estilo do norte é baseado no princípio de técnicas duras, enquanto o estilo do sul segue basicamente as técnicas suaves, embora ambos os sistemas utilizam conceitos internos e externos.
Algumas das lutas coreografadas de kalari payattu podem ser aplicada à dança e bailarinos kathakali que conheciam as artes marciais foram creditados como muito melhores do que os outros artistas. Algumas escolas de dança indiana tradicional ainda incorporam o kalari payattu como parte de seu regime de exercícios.

## Origem

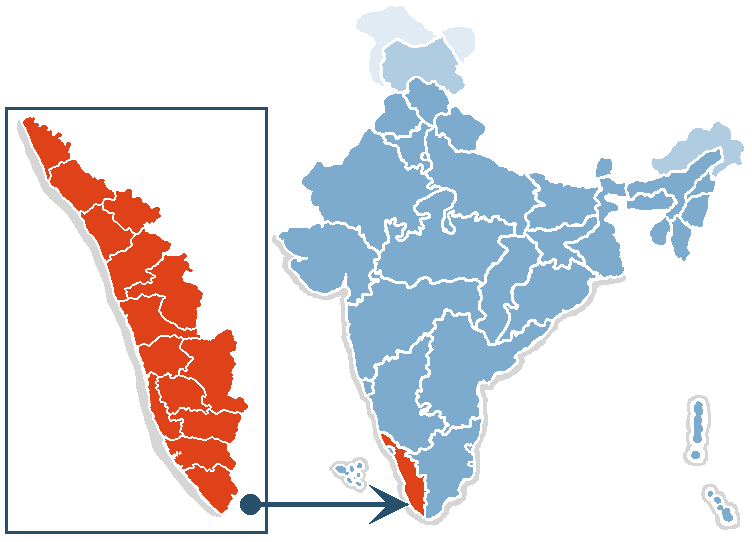
Estado de Kerala no sul da Índia, local de origem do kalari payattu

O kalari payattu originou-se no século XII d.C., como sugerem as evidências históricas.

## Etimologia
O termo kalari payattu significa treinamento de combate (payattu) dentro de um ginásio ou centro (kalari). É tratado como o templo do aprender, possuindo seus próprios rituais.
A pessoa que dá o treinamento de combate é chamado de gurukkal, significando o mestre, que é visto como a incorporação viva do guru.

## Medicina
O kalari chikitsa é um sistema inteiro de medicina que evoluiu em volta do kalari payattu e é uma parte integrante de sua tradição.
Os mestres de kalari payattu são especialistas na arte de tratar deslocamentos, fraturas, feridas e outros danos físicos através do ayurveda[carece de fontes?], utilizando-se do conhecimento dos pontos marma associado às massagens e ervas.